# Dzietrzniki
Dzietrzniki – wieś w Polsce, położona w województwie łódzkim, w powiecie wieluńskim, w gminie Pątnów. 
W latach 1954–1972 wieś należała i była siedzibą władz gromady Dzietrzniki. W latach 1975–1998 miejscowość położona była w województwie sieradzkim.
Wieś znajduje się 11 km na południe od Wielunia, na skraju dużego kompleksu leśnego. Przez obrzeża wsi przebiega droga krajowa nr 43 łącząca Częstochowę z Wieluniem oraz wybudowana w 1926 linia kolejowa nr 181 relacji Herby Nowe – Wieluń Dąbrowa. W Dzietrznikach znajduje się stacja kolejowa na której zatrzymują się pociągi osobowe.

## Integralne części wsi
| SIMC    | Nazwa       | Rodzaj    |
| ------- | ----------- | --------- |
| 0709299 | Izdebki     | część wsi |
| 0709313 | Koziochy    | część wsi |
| 0709320 | Kusa Strona | część wsi |
| 0709336 | Młyny       | część wsi |
| 0709342 | Rogatki     | część wsi |

## Historia
Dzietrzniki są jedną z najstarszych wsi ziemi wieluńskiej. Wspomina się już o Zirsnici w dokumencie z 1210 roku jako jednej z włości nadanych przez Władysława Odonica klasztorowi cystersów w Przemęcie, osady na pograniczu wielopolsko-śląskim. W 1381 miejscowość wymieniona jako "Dzierssniki, Derszinky, Dersniky, Dziesniki" .
Dzierżniki, czyli dzisiejsze Dzietrzniki były wsią służebną ziemi wieluńskiej (obok takich miejscowości jak Bobrowniki, Cieśle, Czastary, Komorniki, Kowale, Rudniki, Łagiewniki czy Sokolniki). Nazwa Dzietrznik powstała w okresie średniowiecza (X-XIV wiek) i najprawdopodobniej wywodzi się od prasłowiańskiego słowa dьrgati (międlić, czesać, dzierzgać), co sugeruje, że była to osada, w której dzierzgacze międlili len, czyli przeciągali przez żelazny grzebień w celu usunięcia główek z nasionami) i w ten sposób oczyszczali włókna. 
Po raz kolejny wieś Dzietrzniki w dokumentach wspomniana została w 1381 roku. W 1393 roku król polski Władysław II Jagiełło nadał wieś klasztorowi oo. paulinów z Wielunia, zwalniając sołtysa i kmieci od wszystkich danin i powinności z wyjątkiem dawania ćw. owsa. W 1412 przeor klasztoru paulinów w Wieluniu zapłacił 20 grzywien sołtysowi Henrykowi za zrzeczenie się sołectwa. W 1511 wieś liczyła 3,5 łana, a w 1518 sześć łanów. W 1520 mieszkańcy płacili kanonikom wieluńskim dziesięcinę z ról osiadłych i opustoszałych oraz z trzech młynów, a z folwarku miejscowemu plebanowi. We wsi w tym roku 4 łany należały do plebana. Byli karczmarze, zagrodnicy oraz trzej młynarze. W 1564 do zamku wieluńskiego mieszkańcy dawali po ćw. owsa, każda wartości 8 groszy. W 1552 we wsi gospodarowało 22 kmieci. Stały w niej 2 młyny, a także karczma, do której przynależało 1/4 łana. W 1553 miejscowość liczyła 5 łanów .
Od XV wieku był tu drewniany kościół, w którym funkcję proboszcza pełnił zawsze przeor z Wielunia. Ostatni drewniany kościół (z sobotami), konsekrowany w 1625, przetrwał do 16 maja 1905. 

## Zabytki
W 1900 rozpoczęto budowę obecnego neogotyckiego murowanego kościoła pw. Najświętszego Serca Jezusa. Projektantem świątyni był inżynier powiatowy z Wielunia, Józef Szrajer. Budowę kościoła ukończono w 1908. 
Na cmentarzu w Dzietrznikach (na lewo od wejścia) jest zachowany w stanie szczątkowym grób 30. powstańców, poległych w bitwie pod Kluskami w dniu 22 kwietnia 1863, wśród nich Teodor Suchorski – właściciel Smaszkowa.